# Jorge Miguel Dias Gonçalves
Jorge Miguel Dias Gonçalves (Vila Nova de Gaia, Portugal, 31 de octubre de 1983) es un futbolista portugués conocido como "El Surfer". Juega de delantero y su actual equipo es el CD Feirense de la Segunda Liga de Portugal.

## Trayectoria
Debutó con el Racing de Santander el 13 de septiembre de 2008 en el partido frente al FC Barcelona en el Camp Nou en el minuto 64 sustituyendo a Óscar Serrano. En la retina de los aficionados cántabros, quedará su grandioso control en el partido contra el Paris Saint Germain(esto lo ha debido de escribir él mismo porque lo único que recuerdo es que no daba pie con bola). Durante su estancia en Santander, no podía salir a la calle regularmente ya que era muy mediático (no salía porque es humillante que no te reconozcan ni en la ciudad para la que juegas).
En junio de 2009 llega a un acuerdo de cesión por parte del Real Racing Club al Vitória Sport Clube de la Primera División de Portugal.
El 18 de mayo de 2010 el Racing confirma que ha llegado a un acuerdo para la rescisión del contrato del futbolista, que queda totalmente desvinculado de la entidad racinguista, bastante lógico, ya que no valía para jugar a ese nivel.

## Clubes
| Club                     | País     | Temporada |
| ------------------------ | -------- | --------- |
| Avanca                   | Portugal | 2002-2003 |
| FC Pedras Rubras         | Portugal | 2003-2004 |
| Leixões Sport Club       | Portugal | 2004-2008 |
| Racing de Santander      | España   | 2008-2009 |
| Vitória Sport Clube      | Portugal | 2009-2010 |
| Sporting Clube Olhanense | Portugal | 2010-2011 |
| Vitória Sport Clube      | Portugal | 2011-2012 |
| CD Feirense              | Portugal | 2012-     |